# Атертън (плато)
Атертън (на английски: Atherton Tableland) е обширно плато в североизточната част на Австралия, в щата Куинсланд, съставна част на Голямата вододелна планина, разположен северозападно, западно и югозападно от град Кернс. Площта му е около 12 000 km². Простира се между реките Палмър на север и Хърбърт на юг, на запад приблизително до 145° и.д., а на изток до брега на Коралово море. Изградено е предимно от неогенски вулканични скали. Средната му надморска височина е 700 – 800 m, а максималната е в масива Бартълфрир (1611 m). Цялото плато е изпъстрено с многочислени малки древни вулканични кратери с малки езера в тях. Тук се намира най-високият водопад в Австралия – Уолламен (305 m). Цялото плато е обрасло с твърдолистни евкалиптови гори.